# Bisbat de Gurué
La diòcesi de Gurué (portuguès: Diocese de Gurué; llatí: Dioecesis Guruensis) és una seu de l'Església Catòlica a Moçambic, sufragània de l'arquebisbat de Beira. Al 2012 tenia 642.651 batejats sobre 1.732.000 habitants. Actualment està regida pel bisbe Francisco Lerma Martínez, I.M.C..

## Territori
La diòcesi comprèn els districtes civils de Gurué, Namarroi, Ile, Alto Molócuè, Gilé i Pebane i l'administració de Molumbo al districte de Milange, a la part septentrional de la província de Zambézia a Moçambic.
La seu episcopal és la ciutat de Gurúè, on es troba la catedral de catedral de Santo António de Lisboa.
El territori s'estén sobre 42.451 km², i està dividida en 15 parròquies.

## Història
La diòcesi fou erigida el 6 de desembre de 1993 amb la bolla Enixam suscipientes del papa Joan Pau II, amb territori del bisbat de Quelimane.

## Cronologia de bisbes
- Manuel Chuanguira Machado (6 de desembre de 1993 - 9 d'octubre 2009 dimitit)
- Francisco Lerma Martínez, I.M.C., des del 24 de març 2010

## Estadístiques
A finals del 2014, la diòcesi tenia 642.651 batejats sobre una població de 1.732.000 persones, equivalent al 37,1% del total.
| any  | població | població  | població | sacerdots | sacerdots       | sacerdots       | sacerdots             | diaques | religiosos | religiosos | parròquies |
| ---- | -------- | --------- | -------- | --------- | --------------- | --------------- | --------------------- | ------- | ---------- | ---------- | ---------- |
| any  | batejats | total     | %        | total     | clergat secular | clergat regular | batejats por sacerdot | diaques | homes      | dones      |            |
| 1999 | 192.500  | 1.150.000 | 16,7     | 33        | 9               | 24              | 5.833                 |         | 31         | 30         | 13         |
| 2000 | 212.000  | 1.175.000 | 18,0     | 36        | 13              | 23              | 5.888                 |         | 31         | 22         | 13         |
| 2001 | 227.000  | 1.175.000 | 19,3     | 39        | 17              | 22              | 5.820                 |         | 29         | 24         | 13         |
| 2002 | 259.500  | 1.200.000 | 21,6     | 40        | 23              | 17              | 6.487                 |         | 30         | 22         | 13         |
| 2003 | 234.600  | 1.400.000 | 16,8     | 60        | 24              | 36              | 3.910                 | 3       | 41         | 13         | 15         |
| 2004 | 239.000  | 1.428.000 | 16,7     | 35        | 26              | 9               | 6.828                 | 1       | 12         | 1          | 14         |
| 2006 | 247.000  | 1.482.000 | 16,7     | 37        | 19              | 18              | 6.675                 |         | 24         | 22         | 15         |
| 2013 | 642.651  | 1.732.000 | 37,1     | 43        | 27              | 16              | 14.945                |         | 26         | 35         | 19         |